# Charles Mangin
Pour les articles homonymes, voir Mangin.
 (septembre 2010).
Charles Mangin, né à Sarrebourg (Meurthe) le 6 juillet 1866 et mort à Paris le 12 mai 1925, est un général français, grand-croix de la Légion d'honneur et médaillé militaire.
Appartenant à l'infanterie coloniale, il commence sa carrière en outre-mer, notamment dans la mission Congo-Nil du commandant capitaine Marchand, et dans la prise de Marrakech au Maroc. Il s'illustre ensuite durant la Première Guerre mondiale, dont il fait partie des principaux généraux, aux côtés de Nivelle, Foch et Pétain. Il est l'inventeur du feu roulant de l'artillerie. Lors de la bataille de Verdun de 1916, il lance la première offensive devant Verdun et reprendra les forts de Vaux et de Douaumont. Pendant la deuxième offensive de la Marne, il mène la 10e armée et réussit la contre-offensive de Villers-Cotterêts qui force l'armée allemande à reculer et marque le début de sa défaite. Il a ardemment recommandé les tirailleurs sénégalais, qu'il a bien connus pendant ses années de service en Afrique et a été, dès 1910, le promoteur d'une armée africaine au service de la France dans son ouvrage La Force noire. Il termine sa carrière comme Inspecteur général des troupes coloniales et membre du Conseil supérieur de la guerre.

## Biographie

### Famille
Charles Mangin est né le 6 juillet 1866 à Sarrebourg, dans le département historique de la Meurthe (1790-1871), en Lorraine. La défaite de 1870-1871 ayant conduit à l'annexion de l'Alsace-Lorraine, dont la ville de Sarrebourg, par le nouvel Empire allemand, ses parents optent pour la nationalité française.

### Formation
Il est formé à l'École militaire de Saint-Cyr.

### Campagnes en Afrique noire

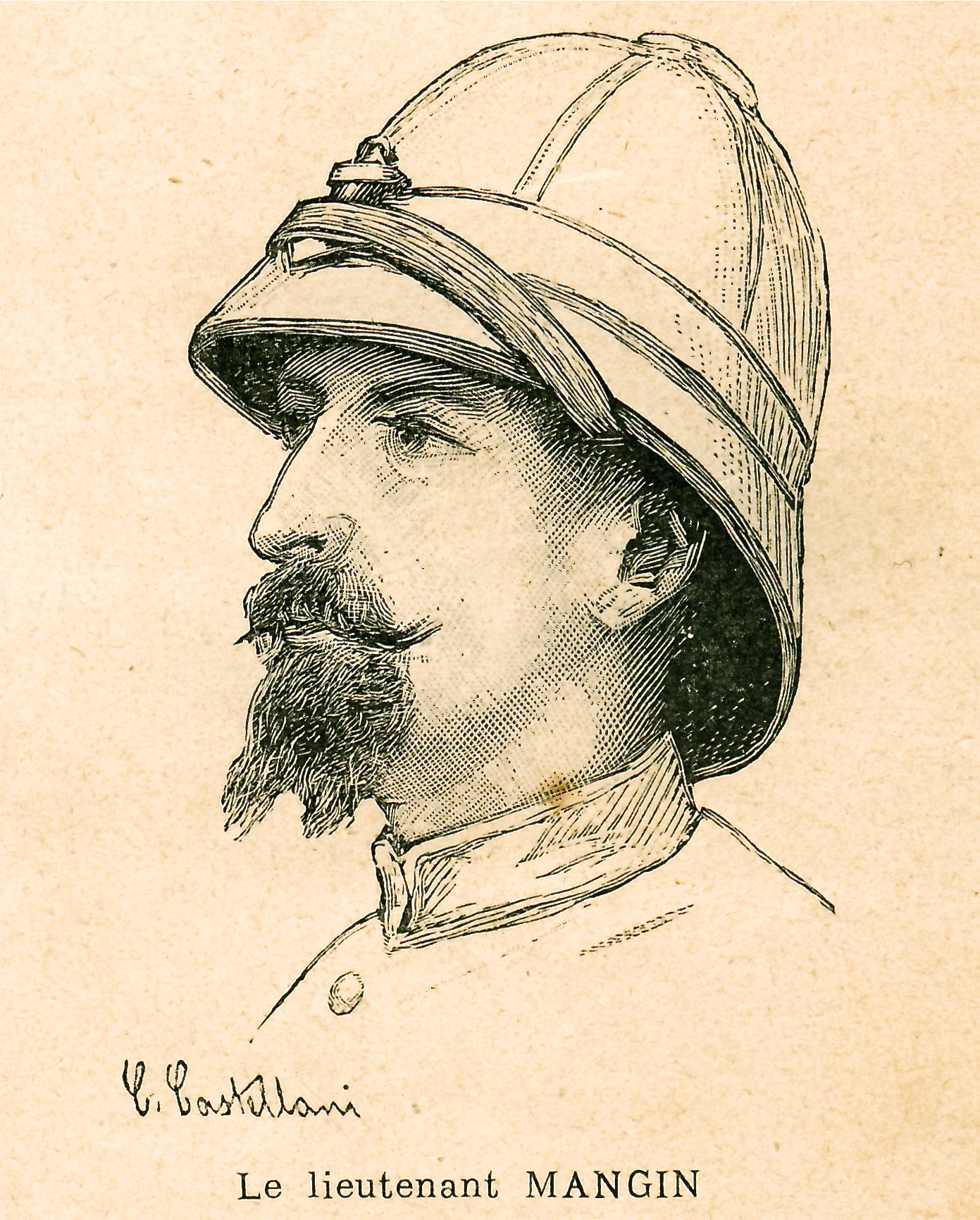
Le lieutenant Mangin, lors de la mission Congo-Nil.

Il sert au Soudan français à la tête des tirailleurs sénégalais. En 1898-1900, il participe à la mission Congo-Nil sous les ordres du capitaine Marchand, notamment lors de la crise de Fachoda. Il en garde une passion pour l'Afrique noire.

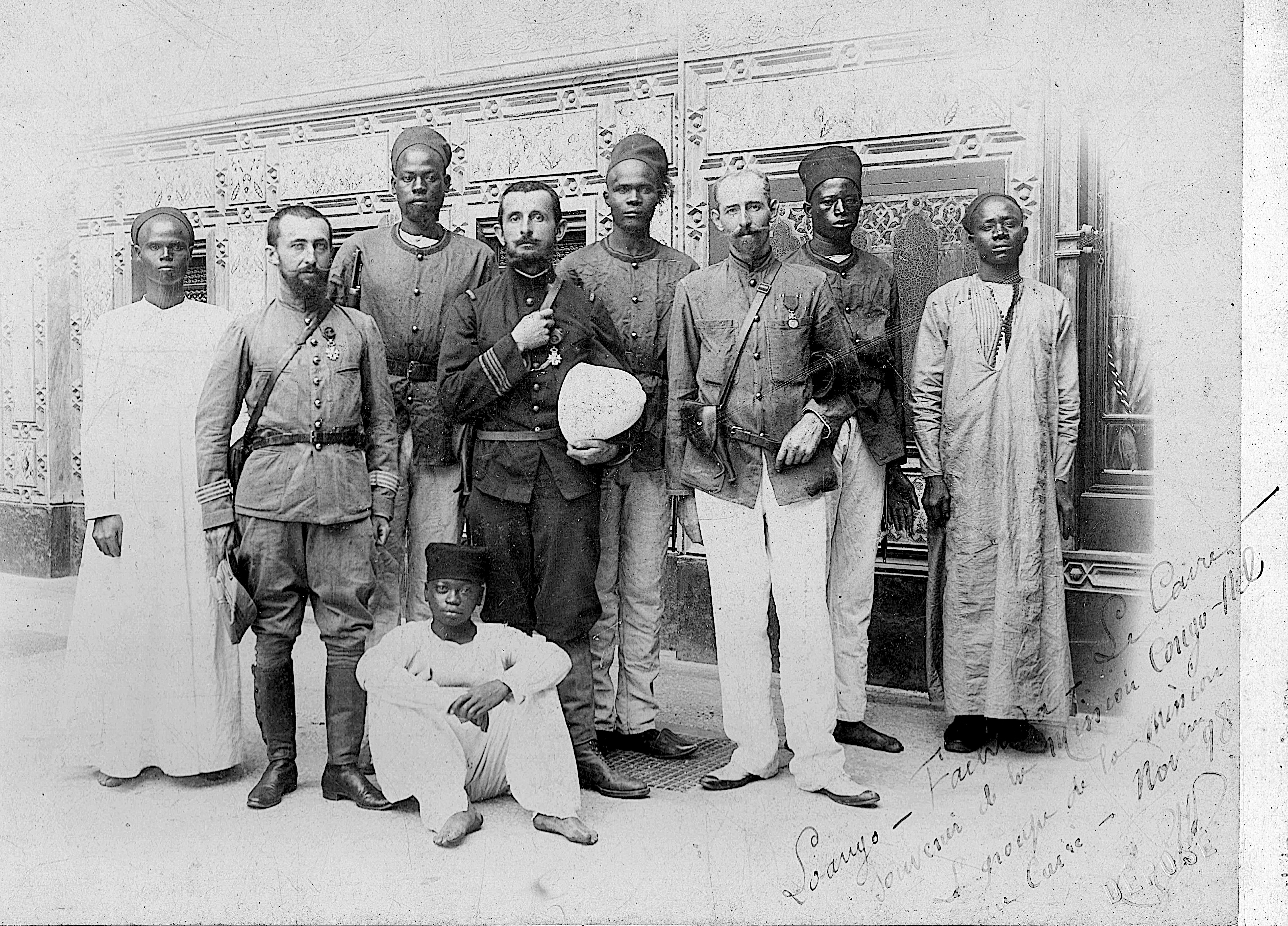
Le capitaine Jean-Baptiste Marchand entouré du capitaine Albert Baratier (à gauche) et du lieutenant Charles Mangin (à droite) au Caire en novembre 1898.

### Tonkin
Il séjourne au Tonkin de 1901 à 1904.

### Campagne du Maroc
En 1912, il est l'un des acteurs principaux de la campagne du Maroc, sous les ordres de Lyautey, au grade de colonel, se distinguant entre autres par la prise de Marrakech.
Le 10 septembre 1912, une photographie du colonel Mangin est transmise de Berlin à Paris avec le système télautographique d'Arthur Korn, un des inventeurs majeurs de la téléphotographie.

### Première Guerre mondiale
Nommé général de brigade en août 1913, il prend le commandement de la 8e brigade d’infanterie à la déclaration de guerre. Un mois plus tard, il est promu au commandement par intérim de la 5e division d'infanterie de Rouen (3e corps d'armée).
En août 1914, pendant la Bataille des Frontières, il réussit à faire prendre Onhaye lors de la bataille de Charleroi, puis dirige les combats sur la Marne et en Artois.
Le 22 mai 1916, à Verdun, il fait attaquer en vain le fort de Douaumont puis il dirige les offensives de reconquête sous les ordres du général Nivelle. Les reprises des forts de Vaux et de Douaumont, menées avec peu de pertes car bien préparées, puis de la côte du Poivre, annulent en quelques semaines huit mois d'efforts allemands.
À partir de mai 1917, il participe, toujours aux côtés du général Nivelle à la tête de la 6e armée, à l'offensive sur le Chemin des Dames.
Durant les deux premières semaines, celle-ci atteint la plupart de ses objectifs. Le front recule de six kilomètres, libérant des points stratégiques, capturant des milliers de soldats allemands, au prix de 30 000 hommes tués, blessés ou disparus (soit 8 % de son effectif).
Des mutineries se produisent ensuite dans la 6e armée : des soldats refusent de remonter en ligne, une centaine de désertions et de refus d'obéissance sont répertoriées.
Homme de terrain à l'esprit réaliste, il s'oppose à la doctrine d'offensive à outrance « à coups d'hommes » et pratique la préparation d'artillerie massive. Grand adversaire doctrinal de Pétain, alors général, Mangin est marginalisé par ce dernier, dans le cadre d'une bataille politique entre le clan républicain démocrate d'Aristide Briand et le clan républicain conservateur d'Alexandre Ribot. Des statistiques manipulées servent d'arguments : en effet, on compte dans les pertes non seulement les morts et les blessés graves mais aussi les blessés légers et les blessures collatérales comme les engelures. L'attaque s'enlisant, en mai 1917, Mangin est limogé, en même temps que Nivelle mais reçoit en décembre à nouveau le commandement d'un corps d'armée.
En juillet 1918, Mangin invente et applique la tactique du feu roulant de l'artillerie, qui désorganise l'armée allemande partout où elle recule (les canons de 75 avancent sur le terrain abandonné par l'ennemi et celui-ci ne parvient pas à sortir du champ de tir qui avance avec lui) ; il démontre ainsi la supériorité de l'attaque sur la défense, préfigurant ainsi les analyses du général de Gaulle (Vers l'armée de métier) et les choix de l'armée allemande en 1940.
Selon son secrétaire Jean Martet, Clemenceau a dit de lui : « Les colonies nous ont donné Mangin. C'était un homme… dangereux ! Mais il s'est bien battu, et, dans sa brousse, ses marais, il avait pris le goût, le sens de la lutte. Il a fait la guerre en soldat et non, comme pas mal d'autres, en fonctionnaire » ; Clemenceau aurait aussi déclaré : « Un grand militaire et un grand chef, mais qui considérait que l'obéissance n'était pas faite pour lui » et : « Il aurait donné du nez n'importe où ».
Un portrait à charge de Mangin a été fait par ses adversaires, notamment par le clan Pétain dans le contexte politique de la critique de l'offensive Nivelle de 1917 : personnage très dur, peu bienveillant envers les prisonniers, s'exposant mais sacrifiant souvent ses troupes[réf. nécessaire], comme au Chemin des Dames, où Mangin fut accusé par le député du Sénégal Blaise Diagne de mener les troupes à « un véritable massacre, sans utilité ». Le 24 août 1914, selon un témoignage, il aurait ordonné l'exécution sommaire d'un soldat retrouvé caché et sans arme. On trouve dans À La Recherche du temps perdu de Marcel Proust et Les Croix de bois de Roland Dorgelès des descriptions de Mangin.
L'Action française le considère comme ayant le potentiel de l'amiral Monck et fait campagne pour qu'il soit nommé gouverneur militaire de Paris mais la gauche s’y oppose.
Au printemps 1918, à la suite de la nomination de Ferdinand Foch, Mangin prend la tête de la 10e armée et participe à la seconde bataille de la Marne. Il y réalise la célèbre contre-attaque du 18 juillet à Villers-Cotterêts qui, précédée de centaines de chars d'assaut, brise l'offensive ennemie vers Paris et déclenche la retraite allemande. Vainqueur dans l'Aisne à l'automne, il fait rompre le front allemand, libérer Soissons et Laon. L'armistice annule son offensive prévue en Lorraine. Il entre à Metz le 19 novembre, atteint le Rhin à Mayence le 11 décembre, occupe la Rhénanie. Avec le général Fayolle, il occupe la place de Mayence et la rive gauche du Rhin le 14 décembre 1918 ; il s'installe à la Deutschhaus et commande les troupes françaises stationnées à Mayence. Mangin encourage les autonomistes allemands qui veulent créer une république rhénane, contre les nationalistes prussiens mais ce projet est refusé par les Anglo-Américains.

### Inspecteur général des troupes coloniales et membre du conseil supérieur de la guerre
Après la guerre, il est envoyé en mission en Amérique du Sud (1920-1921) puis nommé à son retour inspecteur général des troupes coloniales et membre du Conseil supérieur de la guerre.
De 1906 à 1922, son ordonnance est Baba Koulibaly, un bambara de haute stature, qui veille jour et nuit sur lui avec dévouement et une ostentation que le général apprécie, étant lui-même volontiers théâtral.
Mangin meurt en mai 1925 à Paris, dans son bureau après un repas au restaurant avec quelques amis. La rumeur publique, relayée notamment par l'Action française, parle d'un empoisonnement,.

### Vie privée
Au retour de la mission Marchand, Charles Mangin rencontre Madeleine Jagerschmidt, fille du diplomate Charles Jagerschmidt et petite-fille de Félix-Sébastien Feuillet de Conches. Ils se fiancent dix jours plus tard et Mangin l'épouse en mai 1900, ayant dû attendre deux mois à cause du carême, période durant laquelle l'usage prohibe les mariages. Un an plus tard, son épouse meurt en mettant au monde un enfant mort-né. Très affecté, il ne répondra presque plus qu'aux lettres de la mère de Madeleine durant les trois années suivantes.
En janvier 1905, par le biais de Georges Humbert, professeur de mathématiques à l'École polytechnique, Mangin sollicite un entretien avec Cavaignac, ministre de la IIIe République, afin de lui parler du Tonkin. Humbert était l'époux de Marie Jagerschmidt, sœur de la première épouse de Mangin et donnait des cours particuliers à la fille du ministre, Antoinette Cavaignac. L'entretien intéresse Cavaignac et il l'invite régulièrement à dîner dans sa maison où vit sa fille Antoinette qui a alors 25 ans et qui est l'une des premières bachelières de France (baccalauréat ès sciences mention bien et ès lettres mention très bien). Il lui parle de la mission Marchand et de ses aventures alors que Mangin se décrit lui-même habituellement comme un silencieux. Cette dernière lui propose de venir à Ourne, dans la propriété de sa famille. Le 24 juin, elle lui permet de demander à Marie Georges Humbert de faire la demande officielle auprès de son père. Ayant obtenu l'assentiment, Mangin épouse, en secondes noces, Antoinette Charlotte Cavaignac le 31 juillet 1905 à Ourne.
De cette union naissent huit enfants, dont Stanislas Mangin, résistant pendant la Seconde Guerre mondiale, commandeur de la légion d'honneur et compagnon de la Libération qui épouse Nicole Pleven fille de René Pleven. Leur petite-fille Jeanne Lazarus, sociologue, est la compagne de Pap Ndiaye dont elle a deux enfants. Une fille du général Mangin, Jacqueline Mangin (1910-2000), épouse Diego Brosset, général français et compagnon de la Libération. Une autre de ses filles, Françoise, épouse Jacques Lecompte-Boinet résistant et compagnon de la Libération.

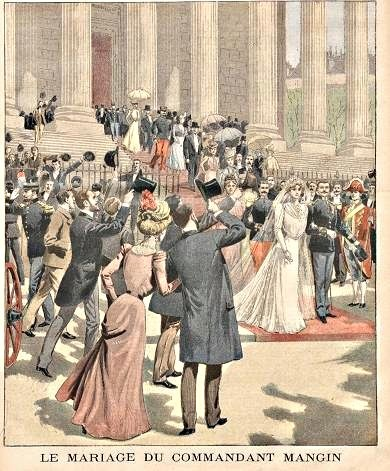
Mariage du commandant Mangin avec Mlle Jagerschmidt (1900).
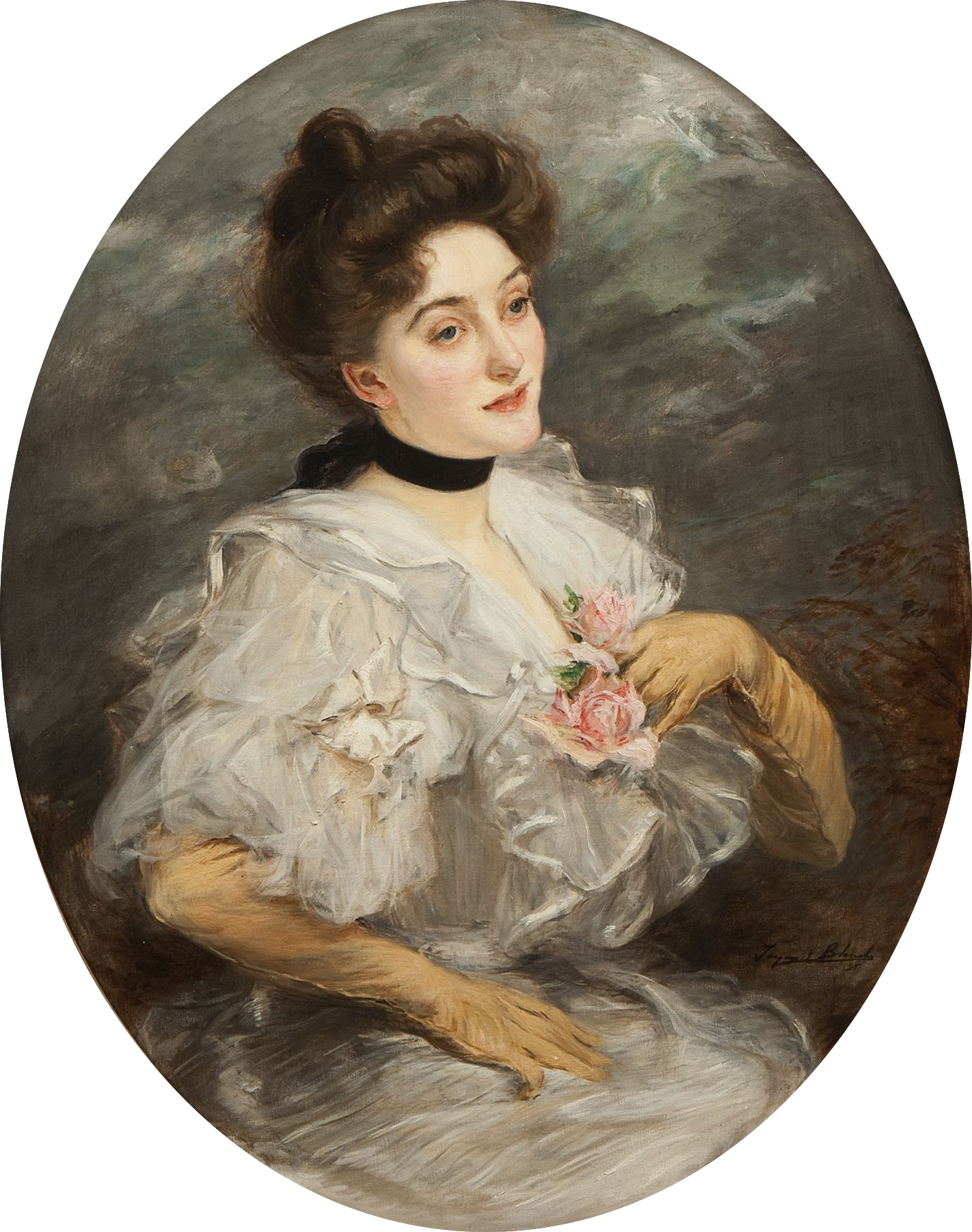
Portrait de sa première épouse, Madeleine Jagerschmidt.
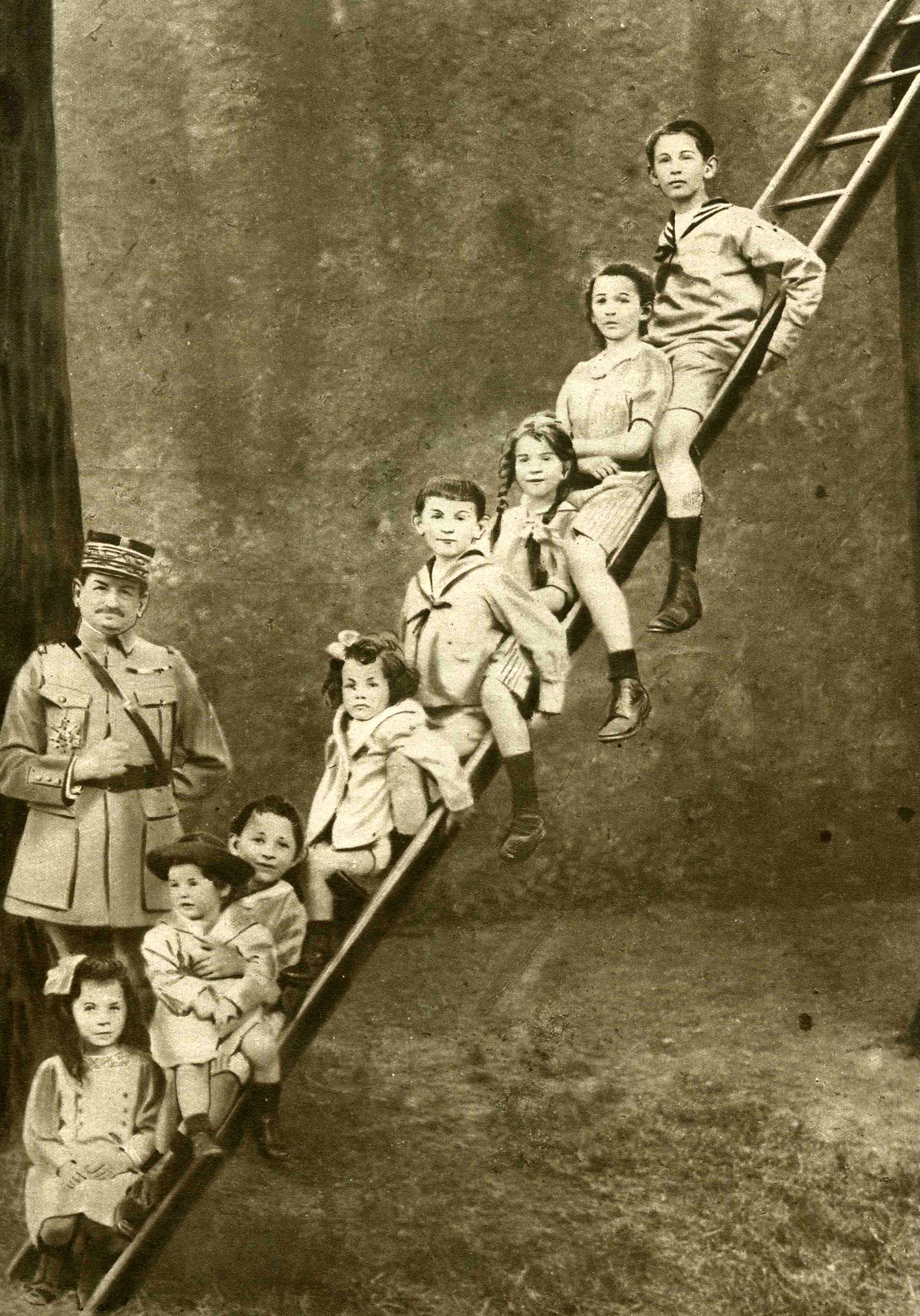
Le général et ses huit enfants (Mayence, 1919).

## Postérité
- Le 18 juin 1940, les Allemands qui viennent d'entrer dans Paris détruisent sur ordre d'Hitler la statue du général Mangin[15], symbole des importantes défaites infligées à l'armée allemande pendant la Première Guerre mondiale et de l'occupation de la Sarre avec notamment des armées coloniales. Cette statue édifiée sur la place Denys-Cochin à Paris était l’œuvre du sculpteur Maxime Real del Sarte.
- Pour le centenaire de la Première Guerre mondiale, la tour d'observation du général Mangin pendant la contre attaque de Villers-Cotterêts a été reconstruite et peut être visitée[16].
- Un monument en son honneur, a été édifié après-guerre derrière l'église Saint-François-Xavier dans le 7e arrondissement, place du Président-Mithouard. Du premier monument, il ne reste que la tête, conservée à la Caverne du Dragon[17]. Une autre statue représentant le maréchal Lyautey a été inaugurée en 1985, place Denys-Cochin, à l'emplacement de l'ancien monument. Une autre statue située dans la clairière de Rethondes a été elle aussi détruite.

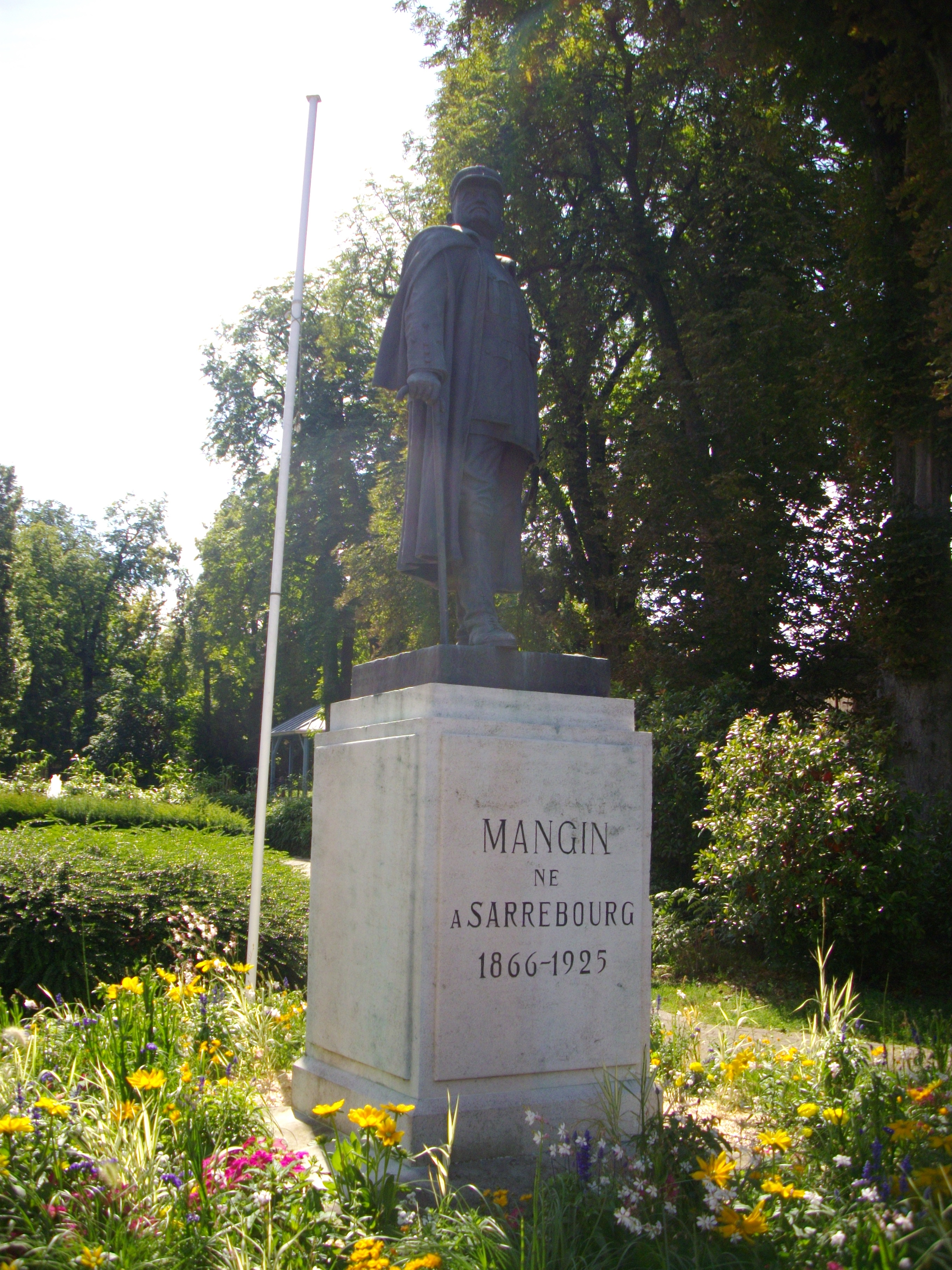
Statue du général Mangin à Sarrebourg.

- Une statue en son honneur se dresse dans le jardin de la Liberté à Sarrebourg. La rue où se trouve sa maison natale ainsi qu'une cité scolaire portent également son nom.

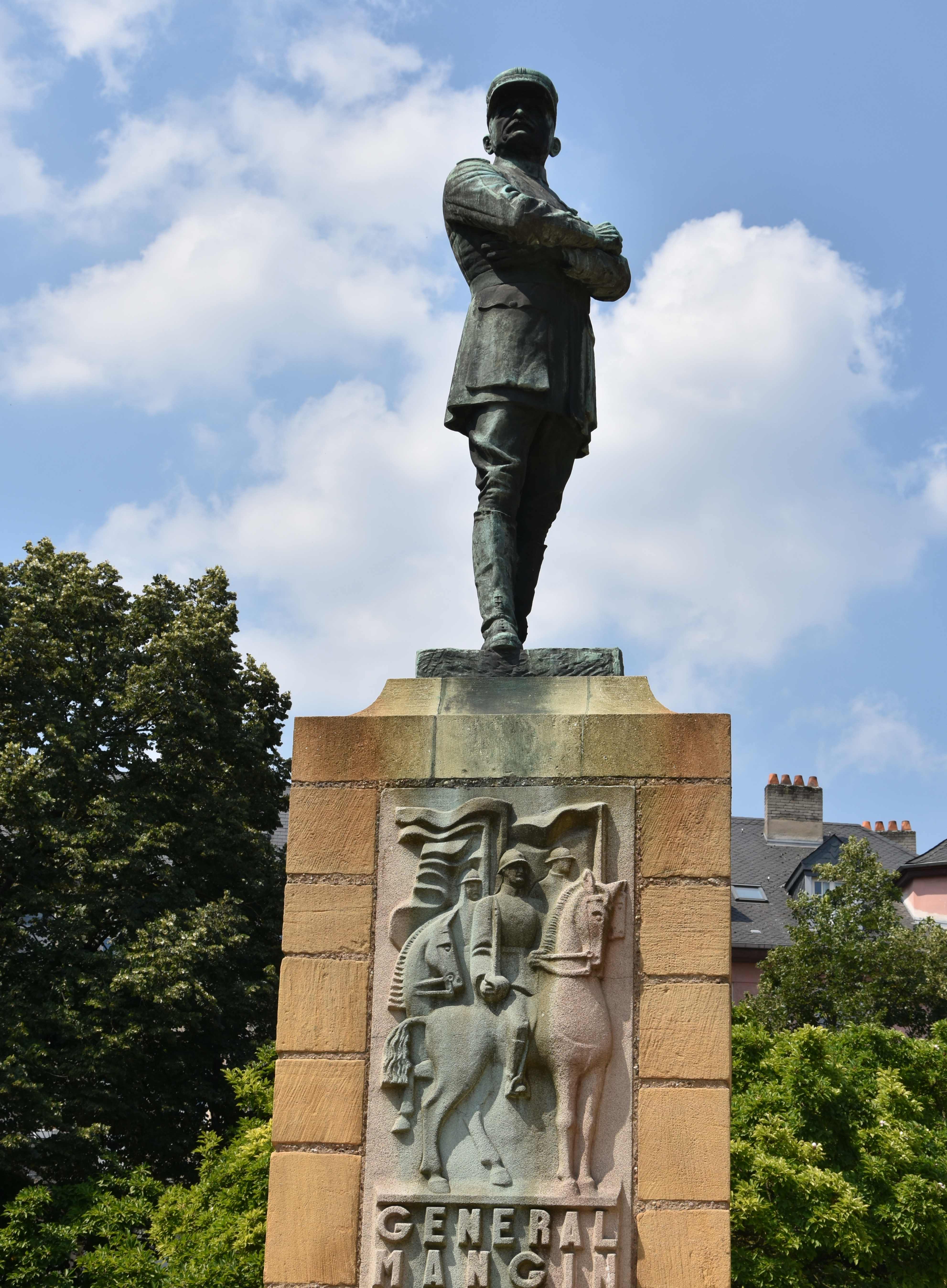
Statue en l'honneur de Charles Mangin à Metz.

- Une statue en bronze du sculpteur rhénan Charles Gern orne le square Mangin rue Gambetta à Metz . Fondue par Eugène Rudier, elle date de 1929 et a été placée sur un nouveau socle conçu en 1954 par l'architecte Renard.
- Toujours à Metz, une rue proche du quartier Saint-Thérèse porte son nom.
- Villes ou villages français ayant une artère au nom du général Mangin :
  - Ars-sur-Moselle,
  - Asnières-sur-Seine,
  - Bourges,
  - Conflans-Sainte-Honorine,
  - Cormontreuil,
  - Crépy (Aisne),
  - Fréjus,
  - Geispolsheim,
  - Grenoble,
  - Guénange,
  - Hayange,
  - Issy-les-Moulineaux,
  - Jœuf,
  - La Bourboule,
  - Landivisiau,
  - Marcq-en-Barœul,
  - Moutiers,
  - Nancy,
  - Nouméa,
  - Paris (avenue du Général-Mangin),
  - Russange
  - Saint-Avold,
  - Saint-Martin-Boulogne,
  - Sarrebourg,
  - Sarreguemines,
  - Thionville,
  - Thourotte,
  - Tourcoing,
  - Vandœuvre-lès-Nancy,
  - Versailles,
  - Vendin-le-Vieil,
  - Villers-Cotterêts,
  - Vittel,
  - Wittenheim.
- Villes étrangères ayant une artère au nom du général Mangin :
  -  Afrique du Sud : Mowbray (Cap-Occidental),
  -  Canada : Windsor (Ontario),
  -  États-Unis :
    - Commack (New York),
    - Arrondissement de Manhattan à New York,
    - Manitowoc (Wisconsin),
    - Mission (Texas),
    - Monroe (New York),
    - Muskegon (Michigan),
    - St. Albans, dans l'arrondissement du Queens à New York,

  -  Sénégal : Dakar, dans l'arrondissement du Plateau.

## Décorations

### Décorations française
- Médaille militaire le 12 mai 1925
- Grand-croix de la Légion d'honneur par décret du 6 juillet 1919[18]
  -  Grand officier de la Légion d'honneur par décret du 2 novembre 1916
  -  Commandeur de la Légion d'honneur par décret du 13 septembre 1912
  -  Officier de la Légion d'honneur par décret du 1er octobre 1899
  -  Chevalier de la Légion d'honneur par décret du 30 décembre 1891
- Croix de guerre 1914-1918
- Médaille interalliée de la Victoire
- Médaille commémorative de la guerre 1914-1918
- Médaille coloniale avec agrafe « Sénégal et Soudan ».

### Décorations étrangères
- Grand Officier de l'Ordre des Saints-Maurice-et-Lazare (Vatican)
- Ordre du Bain (Royaume-Uni)

## Ses écrits
- Charles Mangin, La force noire, Hachette (Paris), 1910 (lire en ligne)dans ce livre, Mangin préconise l'utilisation rapide et massive des troupes coloniales, dites « Force noire », en cas de guerre en Europe
- Charles Mangin, La mission des Troupes noires : compte-rendu fait devant le Comité de l'Afrique française, Paris, Comité de l'Afrique française, 1911, 44 p. (lire en ligne)
- Charles Mangin, Comment finit la guerre : Général Mangin, Paris, Plon-Nourrit, 1920, XIII-330 p. (lire en ligne)
- Des Hommes et des faits. I. Hoche. Marceau. Napoléon. Gallieni. La Marne. Laon. La Victoire. Le Chef. La Discipline. Le Problème des races. Paul Adam : À la jeunesse. Réponse à M. P. Painlevé, Plon-Nourrit, 1923, 275 p.
- Charles Mangin, Autour du continent latin avec le "Jules-Michelet" : Général Mangin, Paris, J. Dumoulin, 1923, 381 p. (lire en ligne)
- Charles Mangin, Regards sur la France d'Afrique. Avec quatre cartes, Paris, Impr.-libr.-éditeurs Plon-Nourrit et Cie, 1924, 315 p. (lire en ligne)
- Lettres du Soudan, Les Éditions des portiques, Paris, 1930, 253 p.
- Un régiment lorrain. Le 7-9. Verdun. La Somme, Floch, Mayenne ; Payot, Paris, 1935, 254 p.
- Souvenirs d'Afrique : Lettres et carnets de route, Denoël et Steele, Paris, 1936, 267 p.
- Les Chasseurs dans la bataille de France. 47e division (juillet-novembre 1918), Floch, Mayenne ; Payot, Paris, 1935, 212 p.
- Histoire de la nation française (publ. sous la direction de Gabriel Hanotaux), 8, Histoire militaire et navale, 2e partie, De la Constituante au Directoire, Plon, Paris, 1937
- Lettres de guerre : [à sa femme] 1914-1918, Fayard, 1950, 323 p.